# Chrysemys picta
La tartaruga palustre dipinta (Chrysemys picta (Schneider, 1783)) è una testuggine della famiglia degli emididi.

## Descrizione
Questa specie può raggiungere una taglia pari a 25–30 cm, con un carapace ovoidale liscio, piatto, di colore nerastro, solcato, sugli scuti più marginali, da strisce gialle o rosse, che si possono presentare anche a livello mediano; il piastrone è invece color giallo acceso.

## Distribuzione e habitat
La testuggine palustre dipinta è sicuramente la più diffusa e comune tartaruga del continente nordamericano, presente dalle coste atlantiche fino all'Oceano Pacifico.
In natura si può trovare in gran parte del Canada meridionale, degli Stati Uniti e fino in Messico.
È una creatura acquatica e si concentra prevalentemente nelle acque basse e ferme (come le paludi o gli acquitrini) ricche di vegetazione, sebbene possa facilmente sopravvivere anche in acque salmastre, a patto che esse siano vicine alla costa e ben soleggiate.
È onnivoro e si ciba prevalentemente, in età adulta, di piante e piccoli animali, sia vivi che morti.
Durante l'inverno la specie entra in letargo sott'acqua.

## Tassonomia

### Sottospecie
- C. p. picta (Schneider, 1783) – tartaruga dipinta orientale
- C. p. bellii (Gray, 1831) – tartaruga dipinta occidentale
- C. p. dorsalis Agassiz, 1857 – tartaruga dipinta meridionale
- C. p. marginata Agassiz, 1857 – tartaruga dipinta centrale

| C. p. bellii | C. p. dorsalis | C. p. marginata | C. p. picta |
| ------------ | -------------- | --------------- | ----------- |
|              |                |                 |             |
|              |                |                 |             |

### Sinonimi e binomi obsoleti
- Testudo picta Schneider, 1783
- Chrysemys cinerea Bonnaterre, 1789
- Emys bellii Gray, 1831
- Emys oregoniensis Harlan, 1837
- Chrysemys picta Gray, 1856
- Chrysemys marginata Agassiz, 1857
- Chrysemys dorsalis Agassiz, 1857
- Chrysemys nuttalli Agassiz, 1857
- Chrysemys pulchra Gray, 1873
- Chrysemys trealeasei Hurter, 1911